# Jan Doležal (psycholog)
Jan Doležal (ur. 30 marca 1902 we Vnorovach, powiat Hodonín, zm. 12 stycznia 1965 w Pradze) – czeski psycholog. Założyciel czasopisma „Československá psychologie” (1962).

## Życiorys
Urodził się 30 marca 1902 r. we Vnorovach w powiecie Hodonín. Po ukończeniu gimnazjum w Strážnicy oraz słowackiej Skalicy (1918–1921), gdzie w 1921 r. pomyślnie zdał egzamin maturalny, rozpoczął studia na Wydziale Filozoficznym Uniwersytetu Karola w Pradze w kierunkach filozofia i język francuski.
Jego zainteresowania naukowe koncentrowały się na eksperymentalnej psychologii, ekonomii oraz organizacji pracy. Najbardziej był zainteresowany wykładami profesora Franciszka Krejčego, pierwszego czeskiego psychologa eksperymentalnego, którego pracę kontynuował.
Studiował także na uniwersytecie w Lipsku i pracował w jego Instytucie Psychologii Eksperymentalnej. Studia ukończył w 1927 r. doktoratem z filozofii. Ponad rok był asystentem w Instytucie Psychotechnicznym w Dreźnie. Spędził tam prawie sześć lat.
W 1932 r. powrócił do Pragi, gdzie został zastępcą dyrektora Instytutu Psychotechnicznego Masarykowej Akademii Pracy, z którego powstał Czechosłowacki Główny Instytut Psychotechniczny. Tutaj pracował w czasie okupacji niemieckiej (1939–1945) i po wyzwoleniu Czechosłowacji. W 1947 r. został mianowany profesorem oraz kierownikiem Instytutu Psychologicznego Uniwersytetu Karola.
Komunistyczny zamach stanu w 1948 r. przyniósł zamknięcie instytutu w 1951 r. Od tej pory Doležal rozwijał tylko działalność pedagogiczną. W latach 1952–1954 był prodziekanem wydziału filozoficznego Uniwersytetu Karola w Pradze. Problemy polityczne wpłynęły na jego zdrowie. Profesor Doležal umarł 12 stycznia 1965 r. w Pradze.

## Twórczość
- Untersuchungen die Verwendbarkeit (1927)
- Psychologische Eignungsprüfungen (1929)
- Analyse der Bewegungsform bei der Arbeit (1930)
- Volba povolání středoškolských abiturientů (1932)
- Nezaměstnanost studovaného dorostu (1933)
- Psychotechnika v pojišťování (1933)
- Psychotechnika a řidič (1934)
- Výzkum abiturientů českých středních škol (1936)
- Člověk v práci a v povolání (1940)
- Pracovní místo a výkonnost (1940)
- Pracovní pohyb a výkon (1940)
- Organizovaná součinnost (1943)
- Boj proti únavě v průmyslové práci (1943)
- Problémy průmyslové výroby (1944)
- Výchova k práci (1946)
- Věda o práci (1948)
- K diskusi o vyučování psychologie (1951)
- Čím se člověk liší od zvířat (1957)
- Užití psychologie v praxi (1957)
- Psychologie práce (1959)
- Světový rok mentální výchovy (1960)
- Hygiena duševního života: obecná část (1960)
- Proč duševní hygiena (1961)
- Hygiena duševního života (1961)
- Skvělé perspektivy – Závažné úkoly (1961)